# Brian Burns
Brian Burns (* 23. April 1998 in Fort Lauderdale, Florida) ist ein US-amerikanischer American-Football-Spieler auf der Position des Defensive Ends für die New York Giants in der National Football League (NFL). Er spielte College Football für die Florida State University und stand von 2019 bis 2023 bei den Carolina Panthers unter Vertrag.

## College
In seinem ersten Jahr für Florida State, 2016, wurde Burns auf Anhieb zum Stammspieler, spielte in allen 13 Spielen und verzeichnete 8,5 Sacks. In seinem zweiten Jahr absolvierte er erneut alle 13 Spiele und verzeichnete 4,5 Sacks und 48 Tackles. In seinem dritten Jahr stand er erneut in allen Spielen auf dem Platz und erzielte neue persönliche Rekorde in Sacks (10) und Tackles (52). Nach der Saison kündigte Burns an, seine College-Karriere zu beenden und sich für den NFL Draft 2019 anzumelden.

## NFL
Burns wurde mit dem 16. Pick in der ersten Runde des NFL Drafts 2019 von den Carolina Panthers ausgewählt.

### 2019
Er gab sein NFL-Debüt in Woche 1 gegen die Los Angeles Rams, wo ihm direkt ein Sack gelang, das Spiel verloren die Panthers jedoch mit 27:30. In Woche 2 gelang ihm gegen die Tampa Bay Buccaneers erneut ein Sack. Seine Leistungen bescherten ihm den Titel des Defensive Rookie of the Month im September. In Woche 5 erzwang Burns im Spiel gegen die Jacksonville Jaguars einen Fumble, trug den Ball über 56 Yards in die gegnerische Endzone und trug so maßgeblich zum 34:27-Sieg der Panthers bei. Burns beendete die Saison mit 7,5 Sacks (viertmeiste aller Rookies in dieser Saison) und 25 Tackles.

### 2020
In Woche 3 gelang Burns sein erster Sack der Saison beim 21:16-Sieg gegen die Los Angeles Chargers. Los Angeles’ Quarterback Justin Herbert verlor dabei den Ball und die Panthers eroberten den Fumble. In Woche 7 gelang ihm ein Sack gegen die New Orleans Saints, bei dem Quarterback Drew Brees den Ball verlor, der dann von der Defense der Panthers erobert wurde. In Woche 11 gewannen die Panthers mit 20:0 gegen die Detroit Lions. Burns konnte zwei Sacks verzeichnen, was ihm den Titel des NFC Defensive Player of the Week einbrachte. In Woche 15 gelangen Burns erneut zwei Sacks im Spiel gegen die Green Bay Packers.

### 2024
Im März 2024 gaben die Panthers Burns im Austausch gegen einen Zweitrundenpick 2024 und einen Fünftrundenpick 2025 an die New York Giants ab, zudem tauschten die beiden Teams Fünftrundenpicks im Draft 2024. Daraufhin unterschrieb er bei den Giants einen neuen Fünfjahresvertrag im Wert von 150 Millionen US-Dollar.

## Persönliches
Brian Burns’ älterer Bruder Stanley McClover wurde im NFL Draft 2006 in der siebten Runde von den Carolina Panthers ausgewählt.